# Teatro Umberto Giordano
Il Teatro comunale Umberto Giordano è un teatro all'italiana inaugurato nel 1828 e costruito dall'ingegner Luigi Oberty. È il teatro principale della città di Foggia ed è intitolato al compositore foggiano Umberto Giordano.

## Storia

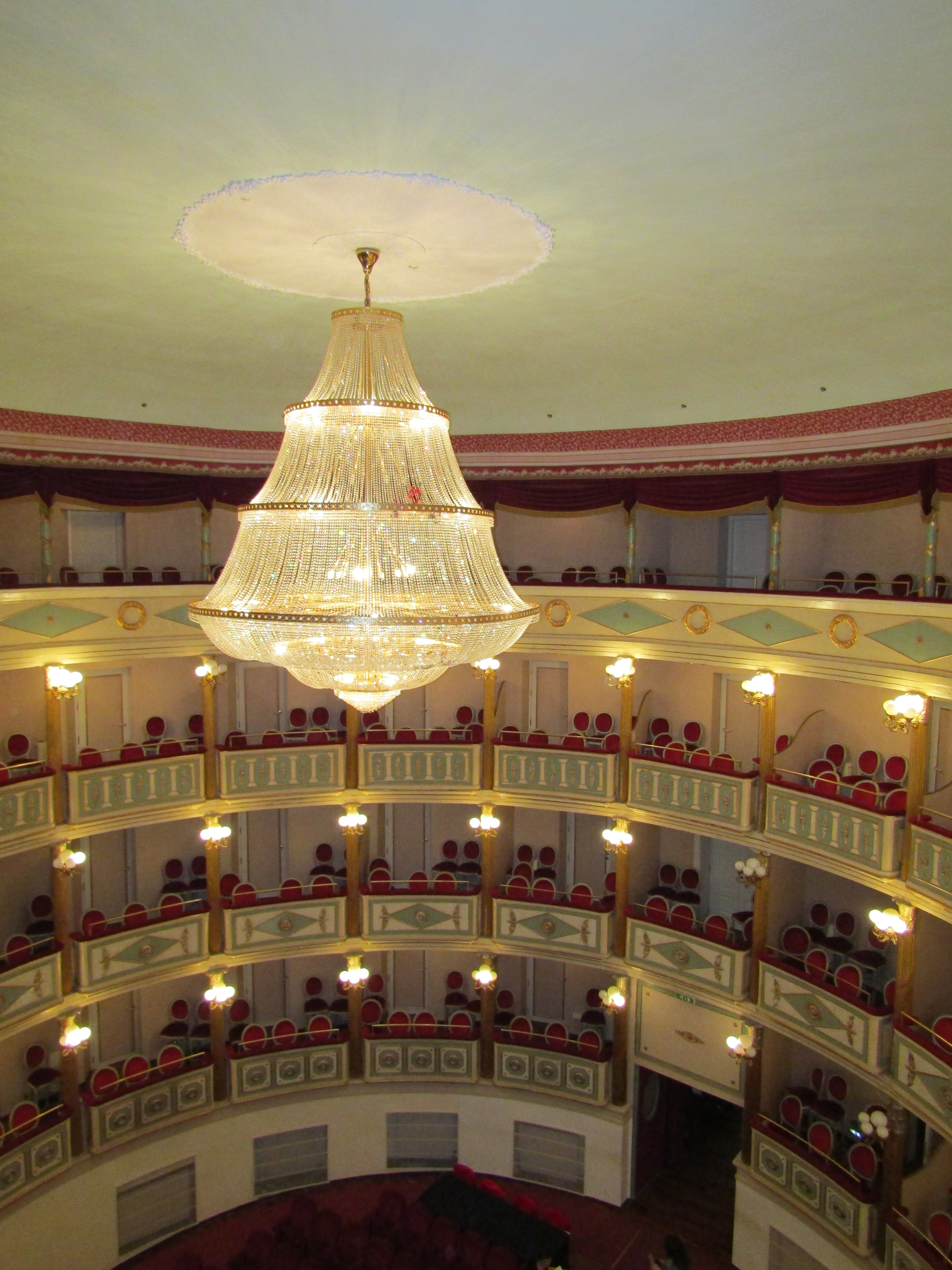
Uno scorcio della sala

### Real Teatro Ferdinando
Già dal Medioevo, quando Federico II rendeva Foggia capitale del suo regno, nel palatium venivano invitati musicanti, acrobati e cantanti, per intrattenere la corte federiciana. Dal medioevo al 1700 la città vide il passaggio di diverse dinastie, che la resero un centro economico molto importante. Si iniziarono ad aprire le prime sale teatrali private tra cui il Teatro Maria Carolina, una delle prime sale ad intrattenere il pubblico foggiano. Successivamente, nel 1818, grazie alla delibera del sindaco, si iniziava a progettare il nuovo teatro. Il lavoro di progettazione fu affidato a Giuliano De Fazio e Giuseppe Panico. Così nel 1825, dopo una serie di conflitti da parte dei cittadini per l'ubicazione del nuovo teatro, si poneva la prima pietra in via Gesù-Maria (odierno Corso Vittorio Emanuele II). A capo dei lavori ci fu l'ingegner Luigi Oberty già conosciuto a Foggia per la costruzione di molte opere tra cui il Pronao della Villa Comunale. Dopo soli tre anni, il 10 maggio del 1828 si inaugurava il Real Teatro Ferdinando con il melodramma La sposa fedele di Giovanni Pacini. La struttura del teatro odierno è differente da quella del 1828, infatti la facciata era dotata di un porticato in stile neoclassico sorretto da pilastri e da 6 colonne doriche, tre finestroni che si affacciavano sulla piazza e un timpano dove venne collocato al centro lo stemma cittadino creato dallo stesso Oberty. All'interno il teatro era costituito da una platea con 220 posti e quattro ordini, di cui l'ultimo era "a galleria". La volta non era affrescata, ma presentava come elemento decorativo un grande lampadario. Nel complesso, una decorazione armoniosa e senza orpelli barocchi ed una acustica invidiabile.

### Teatro Dauno
Dopo molti anni dall'apertura del teatro furono effettuati diversi lavori di decoro, consolidamento del tetto e di manutenzione delle macchine sceniche del teatro. Nel frattempo in Italia Garibaldi scendeva da Nord con la spedizione dei Mille per riunire l'Italia sotto un'unica bandiera.
Nel 1832 circa furono realizzate decorazioni a stucco, tuttora esistenti, dell'architetto Taddeo Salvini di Orsogna (1777-1849).
Così il 22 settembre del 1860 i fregi borbonici vennero sostituiti con quelli di Casa Savoia, facendo rinominare il teatro da Real Ferdinando a Teatro Dauno. Nel 1877 furono effettuati lavori di restauro e consolidamento della struttura, che furono affidati all'architetto Leopoldo Vaccaro (progettista del Teatro Mercadante di Cerignola). Questi lavori cambiano totalmente l'aspetto del teatro, causato dall'eliminazione del grande porticato e sostituito da tre fornici; i finestroni divennero balconi, e fu aumentata la capienza della platea, accorciando il palcoscenico. Inoltre si effettuarono lavori di decorazione della scena e del sipario affidati a Giuseppe Fania, scenografo del San Carlo, ed al pittore Nicola Parisi che realizzarono un telone raffigurante un episodio mitico, ovvero l'ingresso di Diomede in Arpi, (il dipinto del Parisi raffigurate il telone, oggi visibile nel Museo Civico di Foggia).

### Il teatro oggi
Dal centenario della sua apertura il 23 agosto del 1928 il Teatro Dauno prende il nome dal compositore foggiano Umberto Giordano, lo stesso che durante la sua adolescenza qui imparava le basi della musica classica. Dagli anni '40 del novecento fino al 1950 il teatro avrà dei gravi danni a causa dei bombardamenti del '43 che si abbatteranno non solo sul teatro ma sull'intera città. Dal 1960, con la grande ripresa economica dopo la guerra, il "Giordano" ritorna ad essere operativo ed ospiterà grandi artisti di spicco come Anna Magnani, Nino Taranto, Salvo Randone, Walter Chiari, Paolo Panelli, Gino Bramieri, Salvatore Accardo, la compagnia teatrale della famiglia De Filippo, fino alla celebre Orchestra Sinfonica Nazionale della RAI. Nel 1982 verranno effettuati dei lavori di restauro. Il teatro nuovamente nel 2006, per motivi strutturali, cessa di nuovo l'attività. Dopo 8 lunghi anni il 10 dicembre del 2014 viene riaperto con il concerto dell'Orchestra Giovanile Cherubini diretto dal maestro Riccardo Muti. Oggi il teatro è in piena attività, propone una stagione di prosa ed organizza molti eventi tra cui il "Giordano in Jazz" evento che ospita grandi artisti del mondo del jazz.

## Struttura

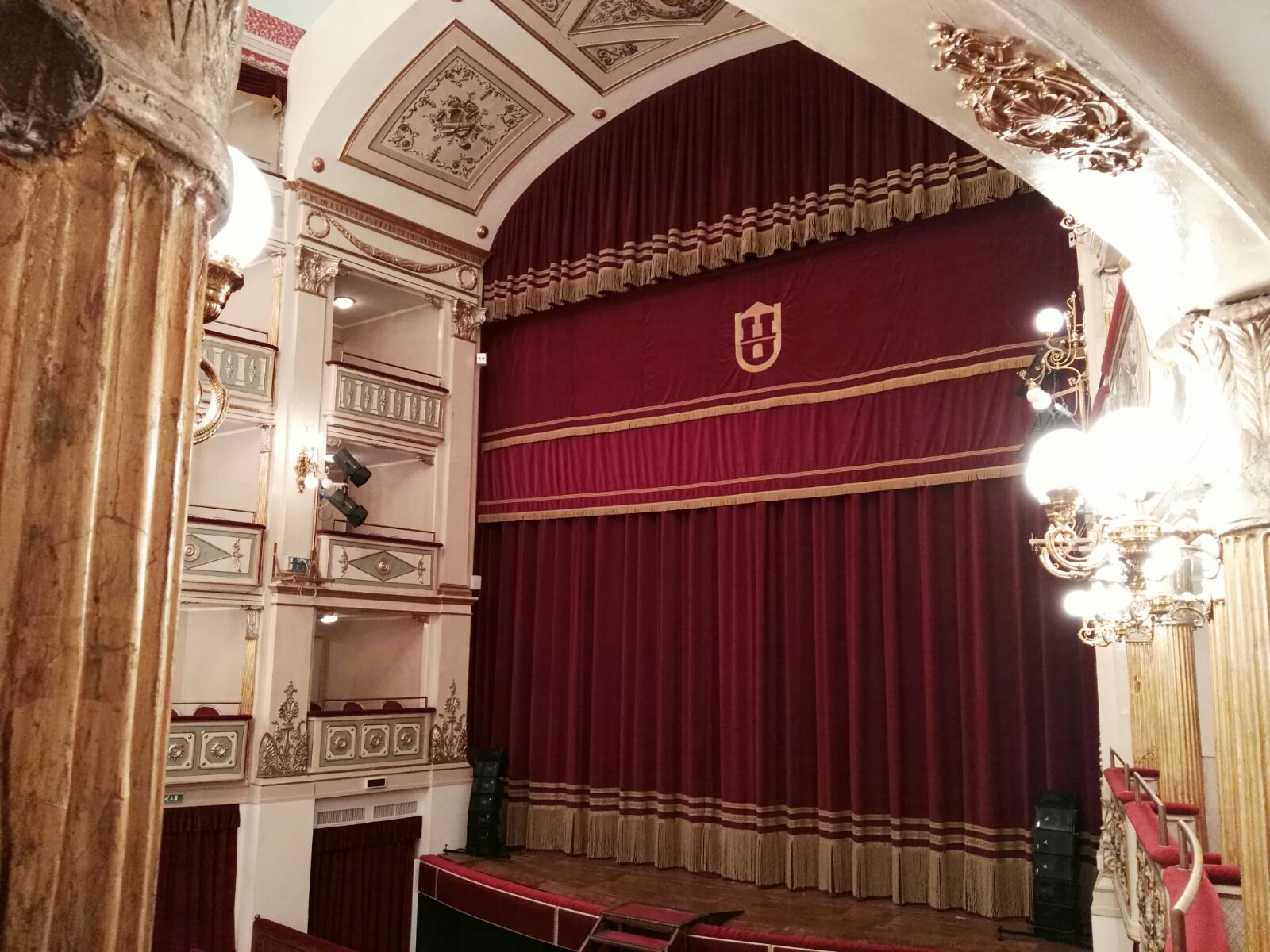
Vista sul palcoscenico

La struttura odierna non è la stessa del 1828. La facciata presenta fornici che sono di accesso all'atrio del teatro. Sui fornici ci sono tre balconi con tre ampie finestre che si affacciano sull'ampia piazza sottostante. Al vertice troviamo un timpano con al centro lo stemma della città. All'ingresso troviamo un grande foyer in stile neoclassico, è decorato da affreschi raffiguranti personaggi mitologici. Ai lati del foyer abbiamo le scale che portano ai palchi e alla Sala Fedora, invece al centro abbiamo l'ingresso alla platea. La pianta del teatro è a forma di ferro di cavallo, tipico dei teatri all'italiana, con tre ordini e un loggione. La sala è riccamente decorata da stucchi dorati posizionati sulle balconate dei palchi e sulla volta del palcoscenico, ornato con una lira dorata. La volta della sala anticamente decorata, oggi si presenta bianca, ma abbellita da un grande lampadario di cristallo che illumina il teatro. Il sipario non è particolarmente decorato ma presenta lo stemma del teatro. La Sala Fedora, precedentemente Sala degli Specchi oggi ospita il pianoforte del maestro Umberto Giordano e i costumi di scena dell'opera Fedora. All'interno della sala, inoltre, ci sono 4 statue raffiguranti Re Francesco I e Regina Maria Isabella I, attribuiti allo scultore Giovanni Tacca (1828), invece Re Ferdinando II e la Regina Maria Teresa attribuiti allo scultore Tito Angelini (1830-1841).